# Premio Kremer
Con premio Kremer si indica una serie di riconoscimenti in denaro messi in palio per premiare i risultati dei pionieri nel campo degli aeroplani a propulsione umana. Il premio prende il nome dall'industriale britannico Henry Kremer, che istituì la prima ricompensa per un volo a propulsione umana di successo nel 1959.

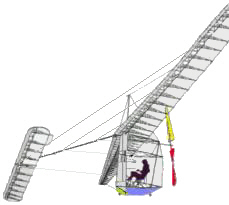
Il Gossamer Condor di Paul MacCready fu il vincitore della prima edizione del premio Kremer.

## Storia

### Il primo e il secondo premio Kremer
Il primo premio Kremer, destinato a ricompensare la costruzione del primo aeroplano a propulsione umana capace di volare in modo prolungato e controllato, venne istituito nel novembre 1959 con una consistenza di 5 000 sterline. Il denaro venne donato da Henry Kremer alla Royal Aeronautical Society di Londra, il cui comitato MPAG (Man Powered Aircraft Group, "gruppo per il volo a propulsione umana", costituito nell'ottobre dello stesso anno) si occupò di stabilire le regole per l'assegnazione del premio. Esse furono pronte in un paio di mesi, e vennero pubblicate nel numero del febbraio 1960 del Journal of the Royal Aeronautical Society.
Queste regole prevedevano che l'aereo, che doveva essere privo di qualunque mezzo di propulsione diverso dalla pura forza muscolare del suo pilota, dovesse attraversare una linea di partenza in volo, alla quota di tre metri, per poi volare lungo un percorso a 8 girando intorno a due piloni, distanti 800 metri l'uno dall'altro, e infine attraversare nuovamente la linea d'arrivo ad almeno tre metri di altezza.

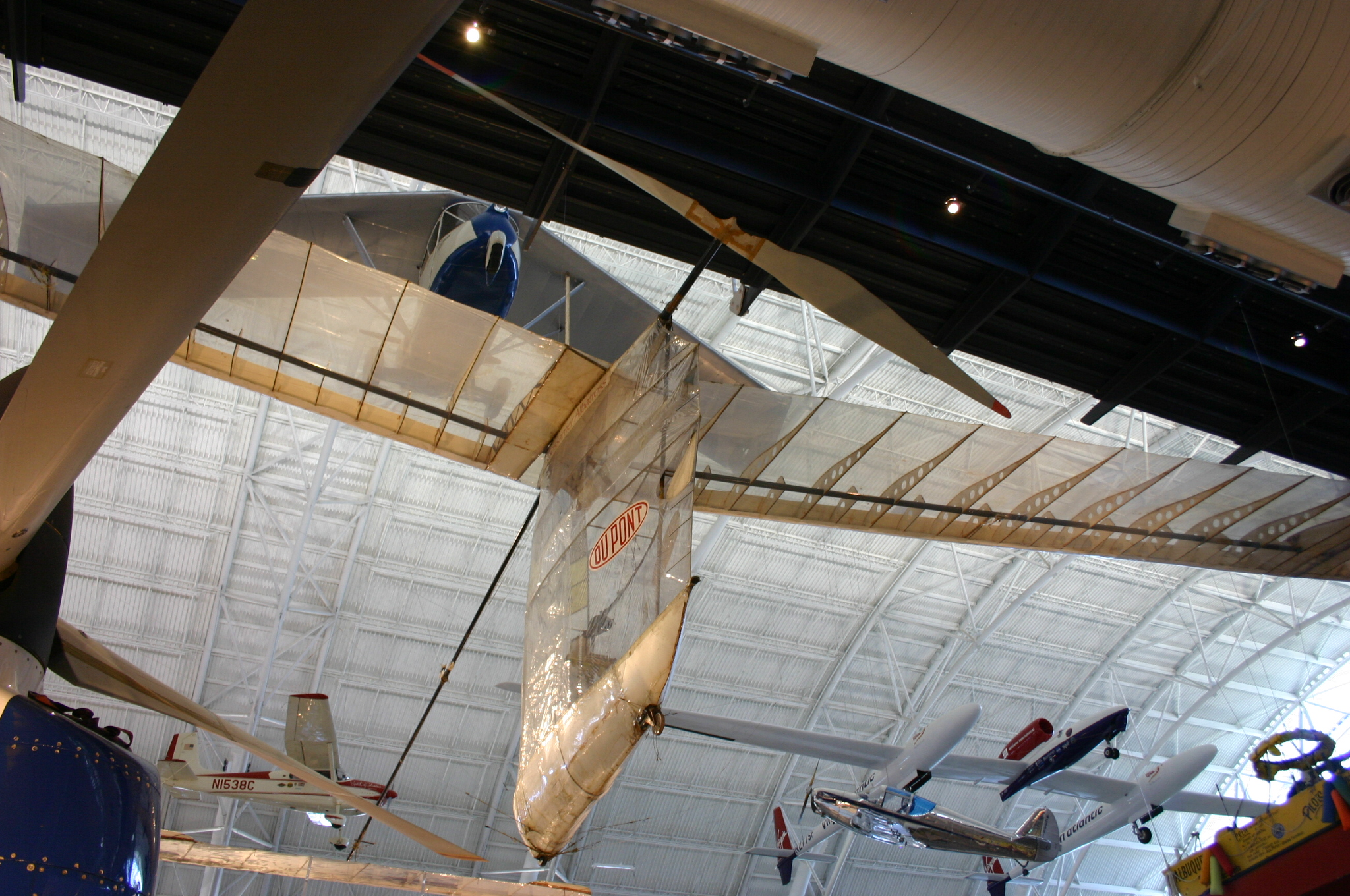
Il Gossamer Albatross invece si aggiudicò la seconda edizione.

Inizialmente ristretta al Commonwealth britannico, la competizione divenne internazionale nel 1967. Nel corso degli anni sessanta e nella prima metà degli anni settanta il premio Kremer acquisì una certa fama: oltre 50 tentativi ufficiali di aggiudicarselo vennero portati a termine da diverse squadre, ciascuna con il suo aereo, ma nessuno riuscì a raggiungere gli obiettivi previsti dalle regole; le quali, con l'andare del tempo, vennero accettate quasi universalmente come la definizione di un volo a propulsione umana di successo. Regolarmente rivalutato per compensare l'inflazione, nel 1976 il premio aveva ormai raggiunto la consistenza di quasi 100 000 dollari (50 000 sterline).
Il premio venne infine conquistato dal team dell'ingegnere aeronautico statunitense Paul B. MacCready, fondatore dell'azienda AeroVironment; il velivolo Gossamer Condor completò con successo il percorso richiesto dal regolamento il 23 agosto 1977, e il 30 settembre la Royal Aeronautica Society certificò la vittoria dell'équipe statunitense.
Un secondo premio Kremer, messo in palio per la prima trasvolata del canale della Manica con un velivolo a propulsione umana, venne vinto il 12 giugno 1979 dalla stessa équipe, il cui Gossamer Albatross percorse i 35,6 chilometri che separano l'Inghilterra dalla Francia in 2 ore e 49 minuti. Questo premio valeva 100 000 sterline.

### Premi Kremer successivi
Un terzo premio Kremer, del valore di 20 000 sterline, venne vinto nel 1983 da un team del Massachusetts Institute of Technology. Questa edizione del premio era destinata a premiare le prestazioni in termini di velocità di un velivolo a propulsione umana: l'aeroplano, noto come MIT Monarch B, percorse un circuito triangolare di 1,5 chilometri (0, 93 miglia) in meno di tre minuti, a una velocità media di 32 chilometri orari (20 miglia orarie).
Altri tre premi Kremer, per un valore totale di 150 000 sterline, non sono ancora stati assegnati: un premio per un percorso da maratona (42 chilometri) da compiersi in meno di un'ora; una sfida per velivoli sportivi con elevate caratteristiche di manovrabilità; una sfida a livello locale nel Regno Unito riservata a gruppi di giovani sotto i 18 anni.